# Das Beben (Band)
Das Beben ist eine vierköpfige deutsche Rockband aus Kiel, die 2008 gegründet wurde. 

## Geschichte
Gründer waren Overbill Översen, Mad Jazz Morales, Maschine Nitrox und Allan Bogan. Ihr erstes Album Abgeher erschien 2012 in Deutschland. Das Beben hat bis 2019 über 150 Konzerte gespielt, darunter Auftritte bei den Festivals Deichbrand und Jübek Open Air, sowie mehrere Supportkonzerte unter anderem für Slime und Godsized. Im Juni 2014 verließ der Bassist Mad Jazz Morales die Band und wurde durch Razz Bazz ersetzt. 2017 verließ Overbill Översend die Band und wurde 2018 durch Fat Dennis ersetzt.